# Les Églisottes-et-Chalaures
Les Églisottes-et-Chalaures is een gemeente in het Franse departement Gironde (regio Nouvelle-Aquitaine). De plaats maakt deel uit van het arrondissement Libourne. Les Églisottes-et-Chalaures telde op 1 januari 2022 2.172 inwoners.

## Geografie
De oppervlakte van Les Églisottes-et-Chalaures bedroeg op 1 januari 2022 17,16 vierkante kilometer; de bevolkingsdichtheid was toen 126,6 inwoners per km².

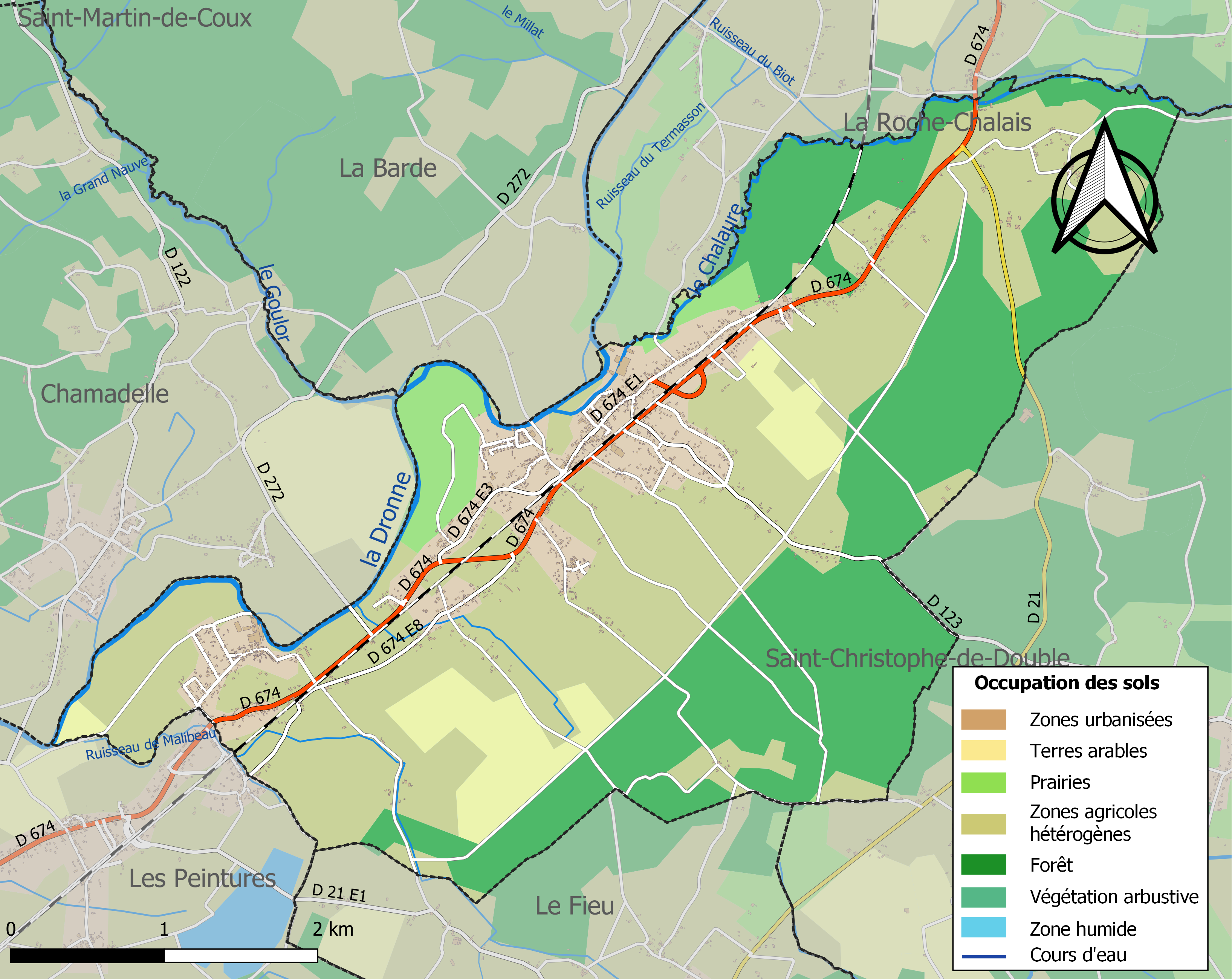
Kaart van de gemeente met belangrijkste infrastructuur, bodemgebruik en omliggende gemeenten

## Verkeer
In de gemeente ligt de spoorweghalte Les Églisottes.

## Demografie
Onderstaande figuur toont het verloop van het inwonertal (bron: INSEE-tellingen).